# Gare de Hillegem
La gare de Hillegem est une halte ferroviaire belge de la ligne 89 (Denderleeuw-Courtrai) située à Hillegem, une section de la commune de Herzele.
C’est un point d'arrêt non gardé (PANG) de la Société nationale des chemins de fer belges (SNCB) desservi, uniquement en semaine, par des trains Suburbains (S).

## Situation ferroviaire
Située au point kilométrique (PK) 13,3 de la ligne 89 de Denderleeuw à Courtrai, elle est établie entre les gares d'Herzele et de Zottegem.

## Historique
Lorsque la ligne de chemin de fer entre Denderleeuw et Courtrai (actuelle ligne 89) fut mise en service en 1868, aucune gare n'était présente à Hillegem. Hillegem n'était pas une municipalité importante à cette époque et la gare de Herzele se trouvait à quelques kilomètres. En 1895, une halte fut ouverte, mais sans bâtiment de gare et sans guichet.
Peu de choses ont changé au fil des ans. Aujourd'hui, Hillegem est toujours un arrêt peu fréquenté avec pratiquement aucune installation. Depuis 1994, la halte n'est plus desservie le week-end.
Jusqu'en 2010, Hillegem ne disposait que de deux quais bas, non pavés, munis de quelques abris. En 2010, les quais ont été pavés et surhaussés à la hauteur standard. En 2011, les gares de Hillegem et de Welle, toutes deux situées sur la ligne 89 se trouvaient sur la liste des arrêts dont la fermeture était possible, car moins de 70 voyageurs les utilisent chaque jour, malgré le renouvellement des quais l'année précédente.

## Service des voyageurs

### Accueil
Halte SNCB, c'est un point d'arrêt non géré (PANG) à accès libre. L'achat des tickets s'effectue un automate de vente.
Les quais sont disposés en quinconce de part et d'autre du passage à niveau. Grâce à cette disposition, le passage à niveau reste fermé moins cher si un train s’arrête à la gare. La traversée des voies s'effectue par le passage à niveau. Il existe un parking couvert pour vélos, mais pas de parking pour voitures ni possibilité de stationner à proximité.

### Desserte
Hillegem est desservie, uniquement en semaine, par des trains Suburbains (S) de la SNCB circulant sur la ligne commerciale 89 : Denderleeuw - Courtrai (voir brochure SNCB).
La desserte, cadencée à l'heure, est constituée de trains S3 entre Zottegem et Termonde via Bruxelles-Central et S8 reliant Zottegem à Louvain-la-Neuve via Bruxelles-Central et Etterbeek. Le tout premier train S3 et S8 de la journée est prolongé depuis Audenarde ; le tout dernier S3 de la journée circule entre Bruxelles-Nord et Audenarde.
Les week-ends et jours fériés circulent seulement des trains S3 de Zottegem à Schaerbeek.

## Comptage voyageurs
Le graphique et le tableau montrent le nombre de passagers qui en moyenne embarquent durant la semaine, le samedi et le dimanche.
| Nombre de voyageurs qui embarquent à la gare de Hillegem | Nombre de voyageurs qui embarquent à la gare de Hillegem | Nombre de voyageurs qui embarquent à la gare de Hillegem | Nombre de voyageurs qui embarquent à la gare de Hillegem |
|                                                          | Semaine                                                  | Samedi                                                   | Dimanche                                                 |
| -------------------------------------------------------- | -------------------------------------------------------- | -------------------------------------------------------- | -------------------------------------------------------- |
| 1977                                                     | 303                                                      | 35                                                       | 33                                                       |
| 1978                                                     | 334                                                      | 46                                                       | 13                                                       |
| 1979                                                     | 331                                                      | 38                                                       | 25                                                       |
| 1980                                                     | 325                                                      | 36                                                       | 24                                                       |
| 1981                                                     | 300                                                      | 19                                                       | 9                                                        |
| 1982                                                     | 275                                                      | 28                                                       | 20                                                       |
| 1983                                                     | 245                                                      | 22                                                       | 16                                                       |
| 1984                                                     | 236                                                      | 18                                                       | 31                                                       |
| 1985                                                     | 158                                                      | 22                                                       | 35                                                       |
| 1986                                                     | 156                                                      | 32                                                       | 25                                                       |
| 1987                                                     | 239                                                      | 26                                                       | 28                                                       |
| 1988                                                     | 149                                                      | 17                                                       | 19                                                       |
| 1989                                                     | 160                                                      | 15                                                       | 19                                                       |
| 1990                                                     | 151                                                      | 13                                                       | 12                                                       |
| 1991                                                     | 141                                                      | 12                                                       | 11                                                       |
| 1992                                                     | 142                                                      | 16                                                       | 20                                                       |
| 1993                                                     | 163                                                      | 9                                                        | 8                                                        |
| 1994                                                     | 163                                                      | -                                                        | -                                                        |
| 1995                                                     | 134                                                      | -                                                        | -                                                        |
| 1996                                                     | 151                                                      | -                                                        | -                                                        |
| 1997                                                     | 146                                                      | -                                                        | -                                                        |
| 1998                                                     | 144                                                      | -                                                        | -                                                        |
| 1999                                                     | 135                                                      | -                                                        | -                                                        |
| 2000                                                     | 142                                                      | -                                                        | -                                                        |
| 2001                                                     | 122                                                      | -                                                        | -                                                        |
| 2002                                                     | 100                                                      | -                                                        | -                                                        |
| 2003                                                     | 101                                                      | -                                                        | -                                                        |
| 2004                                                     | 92                                                       | -                                                        | -                                                        |
| 2005                                                     | 84                                                       | -                                                        | -                                                        |
| 2006                                                     | 96                                                       | -                                                        | -                                                        |
| 2007                                                     | 92                                                       | -                                                        | -                                                        |
| 2008                                                     | -                                                        | -                                                        | -                                                        |
| 2009                                                     | 69                                                       | -                                                        | -                                                        |
| 2010                                                     | -                                                        | -                                                        | -                                                        |
| 2011                                                     | -                                                        | -                                                        | -                                                        |
| 2012                                                     | 93                                                       | -                                                        | -                                                        |
| 2013                                                     | 69                                                       | -                                                        | -                                                        |
| 2014                                                     | 87                                                       | -                                                        | -                                                        |
| 2015                                                     | 114                                                      | -                                                        | -                                                        |
| 2016                                                     | 88                                                       | -                                                        | -                                                        |
| 2017                                                     | 95                                                       | -                                                        | -                                                        |
| 2018                                                     | 118                                                      | -                                                        | -                                                        |
| 2019                                                     | 103                                                      | -                                                        | -                                                        |
| 2020                                                     | 87                                                       | -                                                        | -                                                        |
| 2021                                                     | -                                                        | -                                                        | -                                                        |
| 2022                                                     | 209                                                      | 69                                                       | 71                                                       |
| 2023                                                     | 168                                                      | 35                                                       | 34                                                       |
| 2024                                                     | 163                                                      | 61                                                       | 46                                                       |

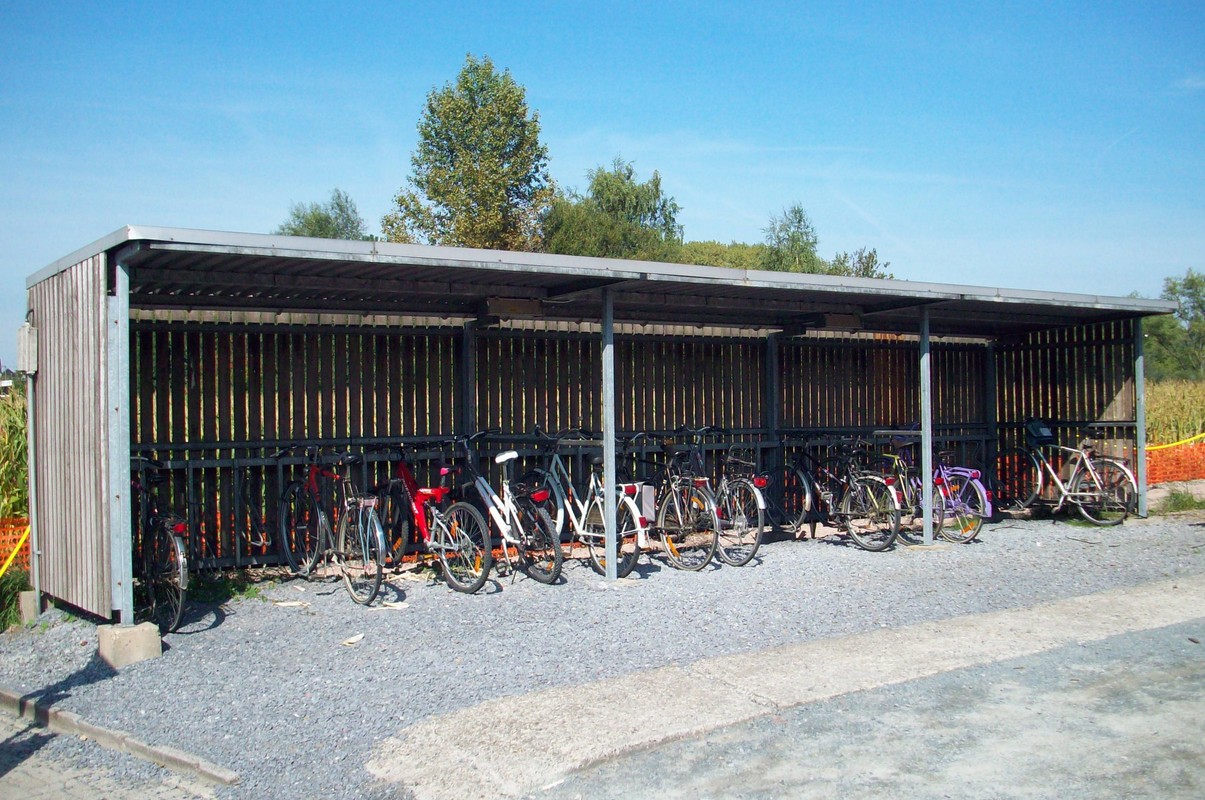
Abri à vélos.
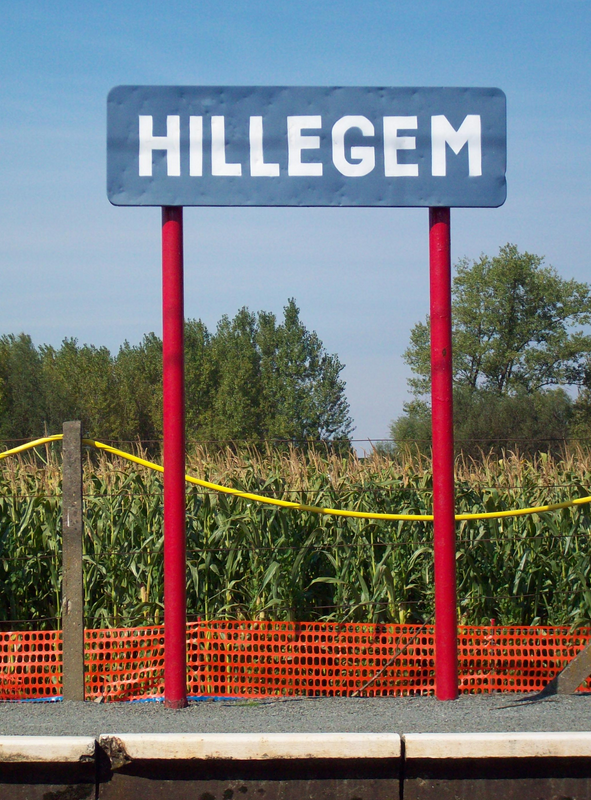
Panneau de quai.